# Изаиас-Куэлью

Изаиас-Куэлью на карте штата.

Изаиас-Куэлью (порт. Isaías Coelho) — муниципалитет в Бразилии, входит в штат Пиауи. Составная часть мезорегиона Юго-восток штата Пиауи. Входит в экономико-статистический микрорегион Алту-Медиу-Канинде. Население составляет 8221 человек на 2010 год. Занимает площадь 776,053 км². Плотность населения — 10,59 чел./км².

## Демография
Согласно сведениям, собранным в ходе переписи 2010 г. Национальным институтом географии и статистики (IBGE), население муниципалитета составляет:
| Полное население                               | Полное население                               | Полное население                               | Полное население                               | 8221  |
| ---------------------------------------------- | ---------------------------------------------- | ---------------------------------------------- | ---------------------------------------------- | ----- |
| в том числе:                                   | Городское население                            | 1865                                           | Процент городского населения, %                | 22,69 |
|                                                | Сельское население                             | 6356                                           | Процент сельского населения, %                 | 77,31 |
|                                                | Мужское население                              | 4120                                           | Процент мужского населения, %                  | 50,12 |
|                                                | Женское население                              | 4101                                           | Процент женского населения, %                  | 49,88 |
| Плотность населения, чел/км²                   | Плотность населения, чел/км²                   | Плотность населения, чел/км²                   | Плотность населения, чел/км²                   | 10,59 |
| Население муниципалитета в % к населению штата | Население муниципалитета в % к населению штата | Население муниципалитета в % к населению штата | Население муниципалитета в % к населению штата | 0,26  |

По данным оценки 2016 года, население муниципалитета составляет 8408 жителей.

## История
Город основан 9 декабря 1963 года. 

## Статистика
- Валовой внутренний продукт на 2003 год составляет 11 603 322,00 реалов (данные: Бразильский институт географии и статистики).
- Валовой внутренний продукт на душу населения на 2003 год составляет 1513,61 реалов (данные: Бразильский институт географии и статистики).
- Индекс развития человеческого потенциала на 2000 год составляет 0,583 (данные: Программа развития ООН).